# المعهد الملكي للمعماريين البريطانيين
المعهد الملكي للمعماريين البريطانيين (RIBA) هي منظمة مهنية للمعماريين في المملكة المتحدة، وعلى الصعيد الدولي أيضا، والتي تأسست لنهوض العمارة تحت ميثاق منح في عام 1837 وميثاق تكميلي منح في عام 1971.

## التاريخ
سمي أولا بـ:معهد المعماريين البريطانيين في لندن، تم تشكيله في عام 1834 من قبل العديد من المعماريين البارزين، بمن فيهم فيليب هاردويك، توماس اللوم، وليام جون دونثورن، توماس يفرتون دونالدسون، وليام آدمز نيكلسون، جون بابوورث، وتوماس دي غراي الثاني إيرل دي رمادي.
بعد منح الميثاق الملكي أصبح يعرف باسم المعهد الملكي للمعماريين البريطانيين في لندن، وسحبت في نهاية المطاف الإشارة إلى لندن في عام 1892. في عام 1934، انتقل المعهد إلى مقر الشركة الحالي في بورتلاند، تم الافتتاح من قبل الملك جورج الخامس والملكة ماري.

### الميثاق الملكي
منح الميثاق الملكي عام 1837 في عهد الملك وليام الرابع. تم استبدال الميثاقات التكميلية للأعوام 1887، 1909 و 1925 بموجب مرسوم واحد في عام 1971،و منذ ذلك الحين كانت هناك تعديلات طفيفة فقط .
الميثاق الأول لعام 1837 حدد هدف المعهد الملكي ليكون: "... النهوض العام للعمارة المدنية، وتعزيز وتيسير تحصيل المعرفة في مختلف الفنون والعلوم المتصلة بها ..."
يتم توفير الإطار التشغيلي من قبل قوانين محلية، و في كثير من الأحيان يتم تحديثها من الميثاق. وأية تعديلات على الميثاق أو على القوانين تتطلب موافقة مجلس الملكي الخاص.

### شعار
وقد أوعزا تصميم الميدالية أسود الميسينية وشعار المعهد يوسي سيفيوم   لتوماس يفرتون دونالدسون، الذي كان السكرتير الفخري حتى عام 1839. ودليل الRIBA لأرشيفه وتاريخ (أنجيلا مايس، 1986 ) يسجل أن الإصدار الرسمي الأول من هذه الشارة واستخدامها كأداة من الكارت للمكتبة ومنشورات المعهد 1835-1891، عندما أعيد تصميمه من قبل جي أج. وأعيد تصميم ذلك مرة أخرى في عام 1931 من قبل اريك جيل وفي عام 1960 من قبل جوان هاسال. الوصف في 1837 من قبل القوانين و: "غوليس، أسدين، أو دعم عمود ملحوظ مع خطوط شيفرون،

### التعليم المعماري
في القرنين التاسع عشر والعشرين كان للربا(RIBA) وأعضائها دورا رائدا في تعزيز التعليم المعماري في المملكة المتحدة، بما في ذلك تأسيس مجلس تسجيل معماريين المملكة المتحدة (ARCUK) ومجلس التعليم المعماري في ظل تسجيل أعمال المعماريين، 1931-1938. ليونيل بيلي بيددين عضو في الربا ثم أستاذ مشارك جامعة ليفربول للهندسة المعمارية، وساهم بنشر مقالة على التعليم المعماري في الطبعة الرابعة عشرة من دائرة المعارف البريطانية (1929). مدرسته، ليفربول، كانت واحدة من المدارس العشرين التي سميت لغرض تشكيل مجلس تشريعي في التعليم المعماري عندما صدر القانون علم 1931.
بعد وقت قصير من صدور قانون عام 1931، في كتاب نشر بمناسبة الاحتفال بالذكرى المئوية للمعهد في عام 1934. ذكر هاري بارنز، فريبا، رئيس لجنة القيد، أن (مجلس تسجيل معماريين المملكة المتحدة) (ARCUK) لا يمكن أن يكون منافسا لأية جمعية معمارية ،

## هيكل

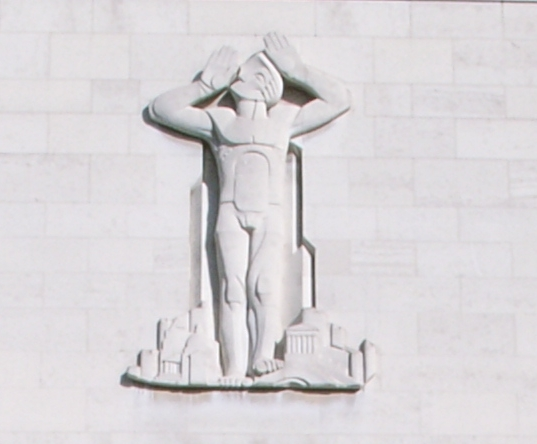
إلهام المعماري، إدوارد بينبريدج، فوق المدخل الرئيسي، الربا، 66 بورتلاند مكان، لندن

والربا (RIBA) هي منظمة عضوية، تتكون من 44,000 عضوا. يحق للأعضاء القانونيين أن يطلقوا على أنفسهم المعماريين القانونيين وإلحاق الأعضاء المرشحين في الربا بعد اسمائهم.و لا يسمح للطالب الأعضاء للقيام بذلك. سابقا، تم منح زمالات دراسية من المعهد، كما لايحق اطلاق هذا اللقب (المعماريين القانونيين )على الذين اخذوا هذه المنحات الدراسية. يحصل الأعضاء الوصول على جميع خدمات المعهد والحصول على مجلتها الشهرية، و مجلة الربا (RIBA).
وقد عرفت الربا كعلامة تجارية فائقة الأعمال منذ عام 2008 